# Canton de Cassel
Pour les articles homonymes, voir Cassel.

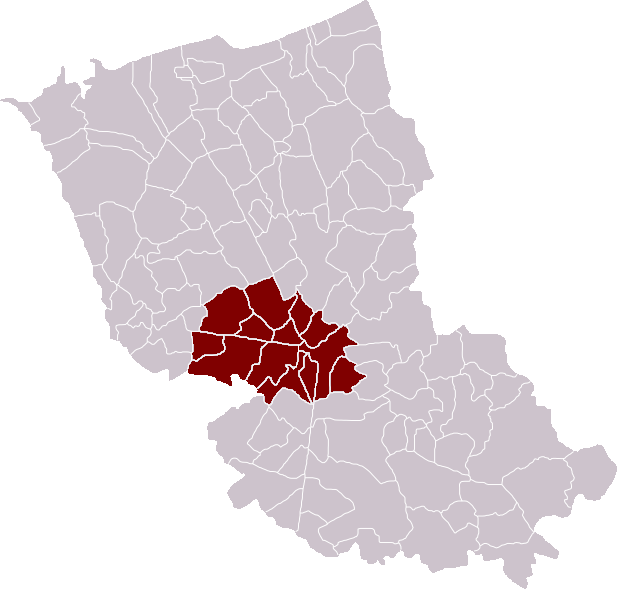
Canton de Cassel

Le canton de Cassel est un ancien canton français, située dans le département du Nord et la région Nord-Pas-de-Calais.

## Composition
Le canton de Cassel regroupait les communes suivantes :
| Nom                 | Code Insee | Intercommunalité   | Population (dernière pop. légale) |
| ------------------- | ---------- | ------------------ | --------------------------------- |
| Cassel (chef-lieu)  | 59135      | CA Cœur de Flandre | 2 319 (2014)                      |
| Arnèke              | 59018      | CA Cœur de Flandre | 1 615 (2014)                      |
| Bavinchove          | 59054      | CA Cœur de Flandre | 947 (2014)                        |
| Buysscheure         | 59119      | CA Cœur de Flandre | 552 (2014)                        |
| Hardifort           | 59282      | CA Cœur de Flandre | 375 (2014)                        |
| Noordpeene          | 59436      | CA Cœur de Flandre | 790 (2014)                        |
| Ochtezeele          | 59443      | CA Cœur de Flandre | 383 (2014)                        |
| Oxelaëre            | 59454      | CA Cœur de Flandre | 542 (2014)                        |
| Rubrouck            | 59516      | CA Cœur de Flandre | 957 (2014)                        |
| Sainte-Marie-Cappel | 59536      | CA Cœur de Flandre | 862 (2014)                        |
| Wemaers-Cappel      | 59655      | CA Cœur de Flandre | 251 (2014)                        |
| Zermezeele          | 59667      | CA Cœur de Flandre | 188 (2014)                        |
| Zuytpeene           | 59669      | CA Cœur de Flandre | 529 (2014)                        |

## Représentation
| Date d'élection     | Identité        | Parti | Qualité                |
| ------------------- | --------------- | ----- | ---------------------- |
| An VIII (1800)-1803 | Jean-B Degraeve |       | Homme de Loi à Cassel. |

| Période           | Identité                             | Parti                      | Qualité |
| ----------------- | ------------------------------------ | -------------------------- | --- |
| 1833-1846 (décès) | Albert de Lencquesaing (1772-1846)   |                            | Ancien chef d'escadron, propriétaire, Conseiller général du Canton de Steenvoorde (1833-1846), Conseiller d'Arrondissement d'Hazebrouck (1831-1833), Maire d'Oxelaëre. |
| 1846-1848         | Joseph Augustin Deschodt (1809-1896) |                            | Avocat puis juge au Tribunal civil d'Hazebrouck, Conseiller général du Canton de Steenvoorde (1846-1848), Conseiller général du Canton d'Hazebrouck-Nord (1848-1871).  |
| 1848-1868         | Louis Behaghel                       |                            | Conseiller municipal de Cassel (1820-1868). |
| 1868-1895         | Aimé Desmyttère                      | Droite                     | Propriétaire, Maire de Cassel (1848-1896). |
| 1895-1915 (décès) | Constant Moeneclaey                  | Républicain rallié         | Notaire, Maire de Cassel (1896-1915). |
| 1919-1925         | Georges Masselis                     | URD                        | Brasseur, maire de Cassel (1925-1945). |
| 1925-1937         | René Faure                           | URD                        | Député de la 1re circonscription d'Hazebrouck (1928-1936), Maire d'Oxelaëre (1919-1936), conseiller d'arrondissement.                                                  |
| 1937-1940         | Georges Masselis                     | Concentration républicaine | Maire de Cassel (1925-1945). |
|                   |                                      |                            | |
| 1945-1949         | Gustave Heem                         | DVD                        | Médecin à Cassel. |
| 1949-1955         | Jules Glorian                        | RPF puis RS                | Médecin Maire de Cassel (1946-1955). |
| 1955-1992         | Charles Paccou                       | DVD puis app. RPR          | Agent d'assurance, Député du Nord (1983-1993), Maire d'Arnèke (1959-1986).                                                                                             |
| 1992-2004         | Edouard Lecerf                       | UDF                        | Médecin, maire de Cassel (1971-1989). |
| 2004-2011         | René Decodts                         | PS                         | Professeur, maire de Cassel (1989-2014). |
| 2011-2015         | Stéphane Dieusaert                   | UMP                        | Agriculteur Maire d'Oxelaëre depuis 2008. |

### Conseillers d'arrondissement de 1833 à 1940
Le canton de Cassel avait deux conseillers d'arrondissement jusqu'en 1880. 
Il appartenait à l'arrondissement d'Hazebrouck jusqu'à sa disparition en 1926.
| Période           | Période      | Identité                                               | Étiquette                      | Qualité |
| ----------------- | ------------ | ------------------------------------------------------ | ------------------------------ | --- |
| 1833              | 1839         | Angelin François Dhont (d'Hont)                        |                                | Notaire à Rubrouck                                                                                          |
| 1833              | 1845         | Charles Alexandre Duvet (1772-1846)                    |                                | Propriétaire rentier à Cassel                                                                               |
| 1839              | 1845         | Louis Behaghel                                         |                                | Contrôleur de contributions directes à Cassel                                                               |
| 1845              | 1848         | Alphonse Augustin Joseph Hémart du Neufpré (1808-1853) |                                | Propriétaire à Zuytpeene                                                                                    |
| 1845              | 1848         | Jean Marie Vernimmen (1799-1880)                       |                                | Propriétaire, maire de Zuytpeene                                                                            |
|                   |              |                                                        |                                | |
| 1880              |              | Octave Bosquillon de Jenlis (1836-1918)                |                                | Propriétaire à Cassel                                                                                       |
|                   |              |                                                        |                                | |
| 1904              | 1919         | Charles Hémart du Neufpré                              | Libéral                        | Maire de Zuytpeene                                                                                          |
| 1919              | 1925         | René Faure                                             | URD                            | Maire d'Oxelaëre (1919-1936)                                                                                |
| 13 septembre 1925 | 1932 (décès) | Victor Isaërt                                          | Républicain                    | Maire d'Arnèke                                                                                              |
| 3 juillet 1932    | 1937 (décès) | Fernand Richard                                        | Entente républicaine           | Propriétaire à Arnèke                                                                                       |
| 7 février 1937    | 1940         | Joseph Vandaele                                        | Action républicaine et sociale | Propriétaire à Arnèke                                                                                       |
| 1940              |              |                                                        |                                | Les conseils d'arrondissement ont été suspendus par la loi du 12 octobre 1940 et n'ont jamais été réactivés |

## Démographie
| 1962  | 1968  | 1975  | 1982  | 1990  | 1999  | 2006  | 2011   | 2012   |
| ----- | ----- | ----- | ----- | ----- | ----- | ----- | ------ | ------ |
| 9 191 | 8 992 | 8 444 | 8 490 | 8 759 | 9 228 | 9 940 | 10 143 | 10 187 |

### Pyramide des âges
Comparaison des pyramides des âges du Canton de Cassel et du département du Nord en 2006
| Hommes | Classe d’âge   | Femmes |
| ------ | -------------- | ------ |
| 0,4    | 90 ans et plus | 1      |
| 4,9    | 75 à 89 ans    | 8,7    |
| 11,3   | 60 à 74 ans    | 11,8   |
| 19,4   | 45 à 59 ans    | 18,4   |
| 23,7   | 30 à 44 ans    | 21,9   |
| 18,2   | 15 à 29 ans    | 16,8   |
| 22,1   | 0 à 14 ans     | 21,4   |

| Hommes | Classe d’âge   | Femmes |
| ------ | -------------- | ------ |
| 0,2    | 90 ans et plus | 0,8    |
| 4,3    | 75 à 89 ans    | 7,9    |
| 10,3   | 60 à 74 ans    | 11,9   |
| 19,7   | 45 à 59 ans    | 19,4   |
| 21,1   | 30 à 44 ans    | 20,1   |
| 22,6   | 15 à 29 ans    | 21     |
| 21,6   | 0 à 14 ans     | 19     |